# عيد الميلاد الأبيض (المرآة السوداء)
عيد الميلاد الأبيض هي حلقة خاصة بعيد الميلاد من عام 2014 ضمن المسلسل الأنثولوجي البريطاني للخيال العلمي المرآة السوداء. كتب الحلقة مؤلف السلسلة والمشرف عليها تشارلي بروكر، وأخرجها كارل تيبيتس، وعُرضت لأول مرة على القناة الرابعة في 16 ديسمبر 2014. تم الاتفاق على أن تكون الحلقة خاصة منفردة  بعد أن رفضت القناة الرابعة سيناريوهات محتملة للموسم الثالث، وكانت هذه الحلقة الأخيرة التي تُعرض قبل انتقال البرنامج إلى منصة البث نتفليكس.
تستعرض الحلقة ثلاث قصص يرويها مات (جون هام) وجو (ريف سبال) من كوخ ناءٍ في يوم عيد الميلاد. تتبع القصة الأولى رجلاً يحاول إغواء امرأة في حفلة عيد ميلاد بينما يتلقى إرشادات عن بُعد؛ أما الثانية، فتُظهر مات في عمله وهو يدرب "الكعكات"، وهم نسخ رقمية من أشخاص حقيقيين؛ بينما تُظهر الثالثة جو وهو مهووساً بخطيبته السابقة بعد أن انتهت العلاقة بشكل مفاجئ. تتناول الحلقة مواضيع مثل  فنون الإغواء، والذكاء الاصطناعي والوعي، بالإضافة إلى فكرة "الحظر على الإنترنت" كما لو كانت مطبقة في الحياة الواقعية.
تم التصوير في لندن بميزانية ووقت محدودين. واحتوت الحلقة على إشارات خفية (بيضة فصح) إلى كل الحلقات السابقة. تلقّت الحلقة مراجعات إيجابية في الغالب، وتم ترشيحها لعدة جوائز، من بينها  جائزة إيمي الدولية لأفضل ممثل، والتي رُشّح لها ريف سبال.

## حبكة
في يوم عيد الميلاد، يجلس جو بوتر (ريف سبال) ومات ترينت (جون هام)، اللذان عاشا معًا في كوخ لمدة خمس سنوات دون أن يتحدثا كثيرًا، ويتبادلان أطراف الحديث تدريجيًا. يبدأ مات بسرد سبب وجوده في الكوخ، حيث كان يعمل سابقًا كمستشار يساعد الأشخاص غير الواثقين أو الاجتماعيين على التحدث مع النساء باستخدام "عيون Z" – وهي زراعة إلكترونية تنقل ما يراه ويسمعه المستخدم. كان بعض المشاركين يراقبون التجربة بشكل متلصص ويقدمون النصائح، بينما ينقل مات هذه النصائح في الوقت الحقيقي.
أحد العملاء، هاري (راسموس هارديكر)، اقتحم حفلة عيد الميلاد في مكتب وتعرّف على جينيفر (ناتاليا تينا)، وهي امرأة تعاني من مرض نفسي، وفسّرت تواصله مع المجموعة على أنه هلاوس سمعية شبيهة بما تعانيه. دعته إلى منزلها، ثم قامت بتسميم كليهما في حادثة قتل وانتحار.
ثم يتحدث مات عن وظيفته السابقة في تدريب "الكوكيز" – نسخ رقمية من الأشخاص يتم تخزينها داخل جسم بيضاوي – لتكون مساعدين شخصيين. يصف تجربة "كوكي" غريتا (أونا تشابلن)، التي رفضت في البداية أن تكون مساعدة، ولكنها استسلمت بعد أن جعل مات الوقت يمر بسرعة داخل عالم الكوكي، بحيث عاشت ستة أشهر خلال ثوانٍ فقط.
بعد ذلك، يبدأ جو في الحديث عن ماضيه، موضحًا أن خطيبته "بيث" (جانيت مونتغومري) قامت بحجبه بعد خلاف حول قرارها بالإجهاض. هذا الحجب جعلهما لا يريان بعضهما إلا كظلال رمادية، ومنعه من التواصل معها. بعد أشهر، حاول جو مواجهتها وهي لا تزال حاملاً، فتم القبض عليه. كان يذهب كل ليلة عيد ميلاد إلى منزل والد بيث ليراقبها هي وابنتها من بعيد، حيث يمتد الحجب ليشمل الطفلة أيضًا. بعد وفاة بيث في حادث قطار، تم رفع الحجب، فذهب جو إلى المنزل لمقابلة الطفلة، ليكتشف أنها ليست ابنته، بل نتيجة خيانة. عندما واجهه والد بيث، قام جو بضربه حتى الموت بكرة زجاجية وهرب، تاركًا الطفلة تخرج وحدها إلى الثلج للبحث عن المساعدة، لكنها تجمدت حتى الموت.
خلال رواية جو للقصة، يتحول الكوخ تدريجيًا إلى منزل والد بيث. يتضح أن جو ومات داخل "كوكي"، وأن السنوات الخمس كانت نتيجة لتلاعب بإدراك الوقت، وأن جو الحقيقي قدّم اعترافًا سيُستخدم لإدانته. كمكافأة على خدمته، لا يُسجن مات بسبب تورطه في وفاة هاري، لكنه يُسجل كمتحرش جنسي ويتم حجبه من قبل الجميع، ليعيش بقية حياته منبوذًا اجتماعيًا. في الوقت نفسه، يتم ضبط كوكي جو ليعيش مرور الزمن بسرعة ألف سنة في الدقيقة، بينما تُعاد أغنية "أتمنى لو كان عيد الميلاد كل يوم" (التي كانت تُعزف حين قتل والد بيث) بشكل متكرر.

## إنتاج
بعد عرض الموسم الثاني من المرآة السوداء، وافقت القناة الرابعة على إنتاج موسم ثالث مكوّن من أربع حلقات، بشرط تقديم ملخصات تفصيلية للحلقات. وبعد عرض بعض الأفكار، قيل للمبتكر تشارلي بروكر والمنتجة التنفيذية أنابيل جونز إن الأفكار "ليست شبيهة بالمرآة السوداء" بما فيه الكفاية، مما أدى إلى دخول المسلسل في حالة من الجمود. وبعد عام، تمكن بروكر وجونز من التفاوض على إنتاج حلقة خاصة بطول 90 دقيقة بعنوان "عيد الميلاد الأبيض".:102-103 وقد تضمنت هذه الحلقة واحدة من الأفكار التي سبق أن طرحوها، وهي "ملاك الصباح".:102-103 كانت هذه الحلقة آخر ما أُنتج من المرآة السوداء لصالح القناة الرابعة؛ وبعدها انتقل المسلسل إلى منصة نتفليكس. عُرضت حلقة عيد الميلاد الأبيض في 16 ديسمبر 2014 في المملكة المتحدة.

### التصوّر والكتابة
كُتبت الحلقة بواسطة تشارلي بروكر.:77 ومن بين مصادر الإلهام للحلقة كان فيلم الرعب ميت الليل (1945) وفيلم الخيال العلمي توايلايت زون: الفيلم (1983)، وكلاهما يتكون من قصص قصيرة (أنثولوجيا).:103, 106 وقد تم التفكير لفترة وجيزة في أن تكون أحداث الحلقة تدور على متن مركبة فضائية.:106
القصة الأولى، التي تتناول موضوع المواعدة، ضمت الشخصيات مات، وهاري، وجنيفر. وقد استُوحيَت من ملاحظات بروكر لأشخاص يتحدثون في الشارع عبر سماعات بلوتوث، والذين بدوا وكأنهم يتحدثون مع أنفسهم "كما لو كانوا مصابين بمرض عقلي". أما قصة الحصان، فقد استُلهمت من قراءته لما وصفه بـ"التفاهات التي تُستخدم لكسر الجليد" من قبل فنانين الإغواء.:115 وقد علّق بروكر لاحقًا بأن القصة جاءت في وقت مناسب، تزامنًا مع منع فنان الإغواء جوليان بلان من دخول المملكة المتحدة.
القصة الثانية، التي يُعد فيها مات ملف تعريف الارتباط "كعكة" لغريتا، استُلهمت من فكرة كوميدية تدور حول شخص "وضع وعيًا داخل محمصة خبز"، لتقع هذه المحمصة في حبّه لاحقًا. كان بروكر يفكر في هذه الفكرة منذ مدة، ثم أدرك أنها "كابوس سخيف" أكثر من كونها قصة حب. إحدى المسودات أظهرت كعكة غريتا وهي تشاهد غريتا الحقيقية تلعب مع أطفالها، لتدرك أنها لن تستطيع احتضان أطفالها مجددًا. وقد رُفض هذا المشهد باعتباره "غريبًا وقاسيًا جدًا" ليُدرج في هذه الحلقة، لكنه استُخدم لاحقًا في حلقة المتحف الأسود من الموسم الرابع".:117
القصة الثالثة تتناول جو وصديقته بيث، وقد استندت إلى فكرة من مسلسل بروكر لعام 2001 الابتكارات، حيث كانت هناك نظارات تُظهر المشردين كشخصيات كرتونية. ومع اختراع نظارات جوجل، أصبحت هذه الفكرة قابلة للتحقيق على أرض الواقع. كما نوقشت فكرة الحظر على وسائل التواصل الاجتماعي. النهاية مستوحاة من قصة ستيفن كينغ القصيرة الصادرة عام 1981 بعنوان "الخطوة" ومن الحلقة الأخيرة لمسلسل عام 1982 الياقوت والفولاذ.:118

### اختيار الممثلين
أُخرجت الحلقة بواسطة كارل تيبيتس، الذي سبق أن أخرج حلقة  الدب الأبيض في الموسم الثاني.:77 جرى إسناد دور مات ترينت إلى جون هام؛ إذ كان قد استمتع بالبرنامج على قناة دايركت تي في بعد أن أوصى له به بيل هادر. في منتصف عام 2014، كان هام في المملكة المتحدة لحضور مؤتمرات صحفية وسأل وكيله عمّا إذا كان يعرف أحدًا يعرف بروكر؛ وبالصدفة، كان الوكيل قد وقّع معه للتو فاجتمعوا مع جونز. في المسودة الأولى، كان مات مرحًا ويتحدث بلهجة كوكنية ليكون متناقضًا مع جو.:107 بينما صُوِّرت النسخة الأصلية من مات كشخص مزعج قليلًا، حرص هام على أن يكون شخصيته ودودة ولطيفة لتتناقض مع أفعاله البغيضة.:112
أدى ريف سبال دور جو، وكان قد قرأ سابقًا نصًا لحلقة أخرى من حلقات المرآة السوداء. رحّب سبال بالعمل في مسلسل أنثولوجي، بعدما وجد أنّ الأدوار في الأعمال الطويلة تتطلب منه «كمية هائلة من الطاقة» للالتزام بكل خيوط القصة. أُسند دور غريتا إلى أونا تشابلن قبل يومين تقريبًا من التصوير، بينما كانت تعمل في لوس أنجلوس.:117

### التصوير والموسيقى والمونتاج
طُرحت أفكار لجعل الأحداث في لندن المستقبلية قليلًا أو في عالم يعيش فيه الناس على القوارب. لكن الميزانية كانت محدودة للغاية. جرى التصوير في مناطق متفرقة من لندن خلال فترة قصيرة، ما شكل تحديًا كبيرًا. بُنيت مواقع التصوير في تويكنهام، التي استُخدمت لاحقًا في إنتاج مواسم أخرى من المرآة السوداء.:106–107 صُممت المقصورة لتبدو خالدة، بملابس مات الأنيقة مقارنة بالمكان، بينما كان مظهر جو أكثر دفئًا. صُورت الحلقة في أكتوبر 2014، في وقت كان فيه هام وسبال مصابين بنزلات برد شديدة.:112
تبدأ الحلقة برؤية مات لأول مرة من خلال عيني جو. في البداية، بدا جو صامتًا وغير قادر على تذكر سبب وجوده في المقصورة بدقة. ومع كل ظهور للمقصورة، تتغير بعض التفاصيل إلى أن تصبح المنزل الذي يرتكب فيه جو جريمة القتل. من بين هذه التفاصيل: الموقد، السطح، المدفأة والساعة. كذلك، في إحدى اللحظات يسمع جو صوتًا يتضح لاحقًا أنه باب زنزانته يُغلق أثناء تفقده.:112–113
ألّف الموسيقى جون أوبستاد. جرى توحيد لوحات الألوان والأزياء والموسيقى للقصص الثلاث لمنح الحلقة هوية شاملة. القصة الأولى ذات ألوان أحادية ونغمة موسيقية «غريبة وغير متوازنة»؛ فستان جينيفر مصنوع من الجلد الأزرق الداكن والشبك ليُبرز دورها كسادية.:115 ولأول مرة في السلسلة، أُعيد استخدام تقنية من حلقة أخرى: بعد عدة تصاميم لعدسات Z-Eyes، تقرر استخدام جهاز «الحبة» من حلقة تاريخك بالكامل في الموسم الأول.:106
بسبب الإرهاق، غفت تشابلن أثناء بعض المشاهد الأولى التي تطلبت منها الاستلقاء على طاولة عمليات. ارتدت غريتا زيًا شبيهًا بالكيمون للإشارة إلى هدوئها، بينما ارتدت نسختها الافتراضية قماش النيوبرين. موسيقى القصة الثانية جاءت «نقية، واضحة ومعقمة»، تعتمد على السِنث الرقمي لتتناقض مع باقي الموسيقى.:117 أما القصة الثالثة فتتحول من «رومانسية إلى مأساوية»، لذا أُضيفت إليها آلة الفيولا.:118 حُذف مشهد تُحاول فيه بيث إدخال جو وهو يتقيأ في سيارة أجرة بسبب ضيق الوقت.:121
النهاية تُظهر جو وهو يحطم الراديو مرارًا بينما يعاود الظهور في كل مرة. تقرر في يوم التصوير أن تُنفذ اللقطة في مشهد واحد متواصل، حيث كان الفنيون يستبدلون الراديو بسرعة على الطاولة؛ وكان هذا صعبًا نظرًا لقلّة الأجهزة المتاحة. حُذفت لقطة يظهر فيها جو وهو يحطم كرة الثلج ثم تعود للظهور. أثناء التصوير، خطرت لبروكر فكرة المشهد الختامي، الذي تُظهر فيه الكاميرا خروج اللقطة تدريجيًا لتكشف أن المقصورة داخل كرة ثلجية. تطلب هذا المشهد العديد من اللقطات إضافة إلى المؤثرات البصرية.:120 جرى المونتاج حتى يوم العرض الصحفي على القناة الرابعة، ما أجبر بروكر على تأجيل عمله على البرنامج السنوي 2014 Wipe لهيئة الإذاعة البريطانية.:123

## تحليل

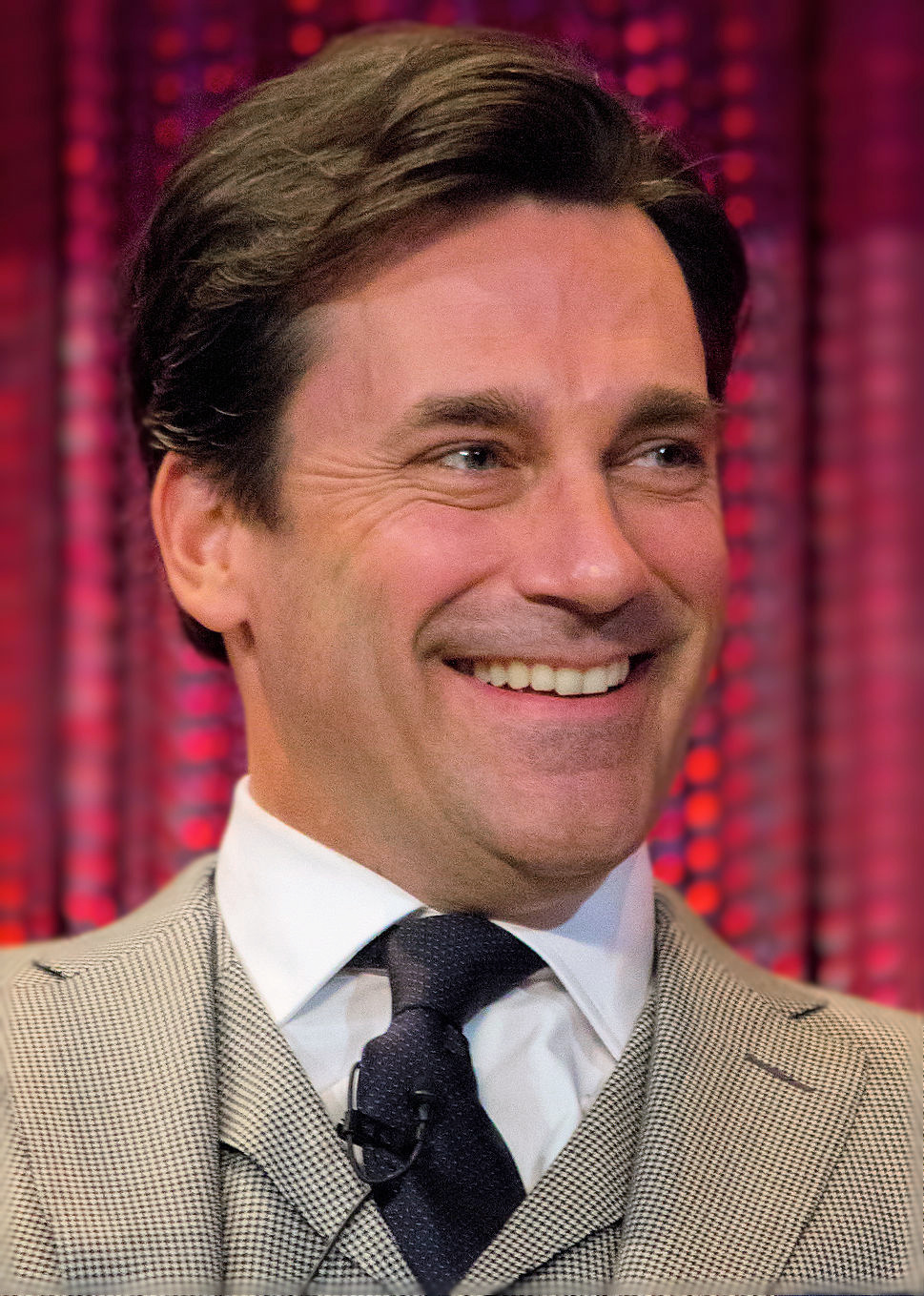
لعب جون هام دور دون دريبر في رجال ماد، وهي شخصية مقارنة بدوره كمات.

اتَّسمت الحلقة بنبرة قاتمة، شأن كثيرٍ من حلقات المرآة السوداء، واحتوت على عناصر رعب. على سبيل المثال، رأت إلين جونز من صحيفة الإندبندنت أن الحلقة "مُقلِقة فعلًا". وذكرت لويزا ميلور من موقع دن أوف جيك أنّها تضم عناصر من الشَّجَن والطرافة.وعدَّ دانيال كروبا في آي جي إن الحلقة "حكايةً أخلاقيةً سوداء" تستمد مادتها من "البؤس المحتمل" المرتبط بعيد الميلاد. وقارن مارك مونهان في التلغراف خطَّ الحبكة الذي يُسمَّم فيه هاري بقصة روالد دال القصيرة "صاحبة البيت". وأجرى مونهان مقارنةً ثانيةً حين رأى أن المقطع المتعلق بغريتا يُشبه قصة روالد دال "ويليام وماري"، إذ يُبعث ويليام بعد موته في صورة بضع أعضاء عاملة تفتقر إلى الإرادة.
تُبرِز البيئات البصرية الثيمات الرئيسة. فبحسب شيللي نيكول في مجلة أركيتيكتشرال دايجست، فإن المشاهد بالغة البياض، مفرطة التقلّل، وموحِشة النظافة في منزل غريتا وبيئة الـ"كعكة" وغرفة المستشفى، ما يعزِّز إحساسًا متكررًا بالانفصال. ولاحظت ميلور أن مشهد شحذ مات للسكاكين في لحظةٍ ما زاد من شحنة التهديد وعدم التوقّع الكامنة بين مات وجو، بينما تُنذِر إشارات متعدّدة إلى السجن بالالتفاف الدرامي: من تخطيط غرفة جو، إلى صوت صفّاقة فتحة الزنزانة، إلى قول مات "ليست استجوابًا"، ورد جو "إنه عمل، لا سجن".
يُعدّ كلٌ من جو ومات راويين غير موثوقين.:120 ووفقًا لزاك هندلن في إيه. في. كلوب، يشبه مات شخصية دون دريبر (التي أداها هام في مسلسل رجال ماد) من جهة امتلاكهما "عيبًا شخصيًّا جوهريًّا" هو الجبن؛ عيبٍ ليس ظاهرًا بما يكفي لكي يُفقد الناس ثقتهم. ورأى هندلن أن هام وجد صلةً بين الرجل المثالي والساعي البائس تُعرِّف كلًّا من دريبر ومات. ومن جانبه، رأى أبراهام ريسمان في فالتشر أن مات وجو يُظهران أن حتى الأشخاص المتعاطفين قد يدمّرون حيوات، وهو ما يتأكّد عندما يقول مات لجو: "أنت متعاطف. أنت تهتم بالناس". وبشأن جو، عُلِّق بأن المُشاهد يفقد تعاطفه سريعًا في القصة الثالثة؛ إذ يبدو فظًّا مع بيث، ويُلمح إلى أنه يعاني من مشكلة مع الكحول. جو تملُّكي وسريع الغضب، ويُعتقد أنه السبب الجذري للمشكلات في علاقته ببيث.:120 ورأى هندلن أن جو لم يستطع استيعاب انتهاء علاقته ببيث أو حملها؛ لأن بيث حجبته، فمنع تسوية الموقف. وعن استحقاق جو للعقاب قال بروكر: "استحقَّه ولم يستحقَّه". وقد رُئي أن وضع مات قد يُعدّ قاسيًا بسبب جاذبيته، بينما رأى هام أن مات يستحق العقاب لكن ينبغي أن يُتاح له سبيلاً إلى الخلاص. :120

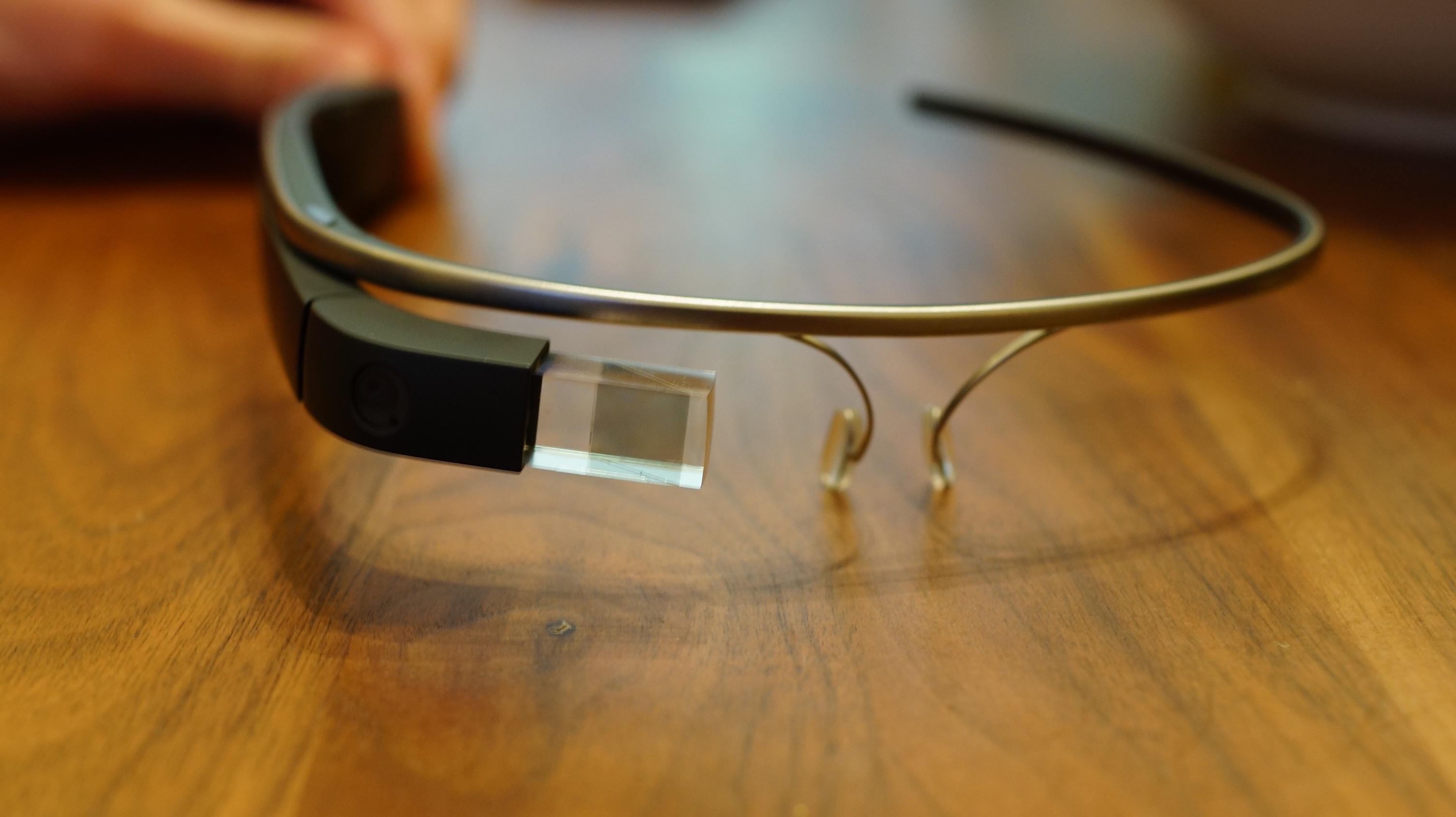
كان يُنظر إلى نظارات جوجل على نطاق واسع على أنه مصدر إلهام لـ Z-Eyes.

تتناول الحلقة العديد من المواضيع أبرزها الذكاء الاصطناعي وشبكات التواصل الاجتماعي والمطاردة الإلكترونية.:121 العثور على موضوعات لتكون "كلاسيكية" للمسلسل، أشار بن بومونت توماس من صحيفة الغارديان إلى "الشوق اليائس للتواصل الإنساني". تتعلق بالكثير منها. قارن النقاد على نطاق واسع Z-Eyes بنظارة نظارات جوجل لعام 2013 وغيرها من التقنيات القابلة للارتداء، كما فعل بروكر نفسه. وصف كروبا Z-Eyes بأنها "تقنية مدمجة"، ولخصها على أنها "عدسات لاصقة تتحكم في إدراكنا للواقع ولا يمكن إزالتها". تظهر القصة الثانية استخدام الذكاء الاصطناعي في أتمتة المنزل، والمعروف في الحلقة باسم "كوكيز". قال بروكر إن الحلقة تتساءل عما إذا كان الذكاء الاصطناعي يمكن أن يكون "شكلاً من أشكال الحياة". 121: وجد سام وولستون من صحيفة الغارديان أن الكوكي أثار أسئلة حول ما إذا كان لدى الذكاء الاصطناعي حقوق تتعلق بالعبودية والتعذيب والأبوة. ربط ميلور ملف تعريف الارتباط بمكبرات الصوت الذكية Amazon Echo، والتي تم إصدارها لأول مرة في عام 2014  رأى ريسمان أن الحلقة تتناول قضايا الساعة مثل وحشية الشرطة وقارن مات وجو بنشطاء حقوق الرجال مثل أولئك المشاركين في حملة التحرش غيمرغيت.
اعتقد بروكر أن الحلقة ربما كانت الأخيرة في البرنامج، لذلك قام بتضمين بيض عيد الفصح الذي يشير إلى الحلقات السابقة.::106 تمت الإشارة إلى "لحظة والدو"، حيث والدو هو شخصية في برنامج كوميدي خيالي يتم عرضه في "عيد الميلاد الأبيض" بينما يشاهد جو قنوات التلفزيون. أحد عملاء مات الفنيين لديه اسم المستخدم "I_AM_WALDO". وبالمثل، ينقر جو على Hot Shot ويحمل العميل اسم المستخدم "Pie Ape"، في إشارة إلى عرضين ضمن قصة " خمسة عشر مليون ميزة ". يذكر الشريط أثناء التقرير الإخباري مايكل كالو من "النشيد الوطني"، وكذلك فيكتوريا سكيلان من "وايت بير"، وليام مونرو من "لحظة والدو". بيث تغني "أي شخص يعرف ما هو الحب"، نفس الأغنية التي يغنيها أبي في "خمسة عشر مليون ميزة". مع إغلاق زنزانة سجن جو، يظهر الرمز الذي كان شكلًا متكررًا في "الدب الأبيض". يستخدم اختبار الحمل الذي وجده جو نفس الرسوم المتحركة للنتائج الإيجابية مثل اختبار مارثا في حلقة "سأعود حالا". مأخوذ بالإضافة إلى تصميم Z-Eyes المعاد استخدامه من "تاريخك الكامل"،  :106وهذا يدل على أن "عيد الميلاد الأبيض" يشير إلى كل حلقة من الحلقات الست السابقة.